# Cerita-(CeCa)
La cerita-(CeCa) és un mineral de la classe dels silicats que pertany i dona nom al subgrup de la cerita. Va ser descrita per primera vegada per Cronstedt (1751) com a tungstè. Anomenada més tard per Hisinger i Berzelius (1804) com a cerita, pel planeta nan Ceres descobert per l'astrònom italià Giuseppe Piazzi l'any 1801. Fins al mes de juny de 2023 s'anomenava cerita-(Ce), canviant el nom a l'actual degut als canvis aprovats per l'IMA en la nomenclatura del grup de la cerita.

## Característiques
La cerita-(CeCa) és un silicat que cristal·litza en el sistema trigonal. La seva fórmula química va ser redefinida l'any 2023, passant a ser: (Ce₇Ca₂)□Mg(SiO₄)₃(SiO₃OH)₄(OH)₃. La seva duresa a l'escala de Mohs és 5,5. És isostructural amb els membres fosfats del grup de la whitlockita. És també l'anàleg amb ceri de la cerita-(La).
Segons la classificació de Nickel-Strunz pertany a «09.AG: Estructures de nesosilicats (tetraedres aïllats) amb anions addicionals; cations en coordinació > [6] +- [6]» juntament amb els següents minerals: abswurmbachita, braunita, neltnerita, braunita-II, långbanita, malayaïta, titanita, vanadomalayaïta, natrotitanita, cerita-(La), aluminocerita-(CeCa), trimounsita-(Y), yftisita-(Y), sitinakita, kittatinnyita, natisita, paranatisita, törnebohmita-(Ce), törnebohmita-(La), kuliokita-(Y), chantalita, mozartita, vuagnatita, hatrurita, jasmundita, afwillita, bultfonteinita, zoltaiïta i tranquillityita.

## Formació i jaciments
Va ser descoberta a la mina St Görans, que forma part de les mines de Bastnäs, a Riddarhyttan, Skinnskatteberg (Västmanland, Suècia). Ha estat descrita en altres indrets de pràcticament tots els continents, tot i que els jaciments on s'hi pot trobar són escassos.